# Utricularia triflora
Utricularia triflora — вид рослин із родини пухирникових (Lentibulariaceae).

## Біоморфологічна характеристика
Квітка U. triflora фіолетового забарвлення. Нижня губа віночка розширена з краєм, який має широкі неправильні частки. Область піднебіння злегка піднята і забарвлена в жовтий колір на початку, далі переходить у білий і облямована зубчастими темно-пурпурними плямами. Верхня губа віночка глибоко роздвоєна на дві мочки «заячого вуха». Квіти зазвичай випускаються в наборах по три, хоча не всі квіти можуть бути відкритими одночасно. Повідомляється, що цей вид важко спостерігати, він зацвітає порівняно пізніше в сухий сезон.

## Середовище проживання
Цей вид є ендеміком Північної території Австралії, де він зустрічається від півострова Кобург на південь до Дейлі-Уотерс.
Цей вид зустрічається в зонах водостоку озер, білабонгів і на сезонно затоплених трав’яних полях і іноді порушених ділянках.